# Argent-Double
Argent-Double – rzeka we Francji, przepływająca w całości na terenie departamentu Aude. Ma długości 37,4 km. Stanowi lewy dopływ rzeki Aude.

## Geografia
Rzeka ma swoje źródła w gminie Lespinassière, w masywie Montagne Noire, na południowo-zachodnim stoku góry Roc de Peyremaux (1008 m n.p.m.). Początkowo przyjmuje kierunek na południe aż do miejscowości Caunes-Minervois, gdzie zmienia bieg na południowo-wschodni. W gminie La Redorte krzyżuje się z Kanałem Południowym (Canal du Midi). W tym miejscu została wzniesiona budowla, która oddziela wody rzeki i kanału. Nosi ona nazwę Épanchoir de l'Argent-Double i została wpisana na listę zabytków monument historique. Niedługo potem Argent-Double uchodzi do rzeki Aude.
Argent-Double płynie na terenie 8 gmin. Wszystkie położone są na terenie departamentu Aude. Przepływa przez Lespinassière (źródło), Citou, Caunes-Minervois, Trausse, Peyriac-Minervois, Rieux-Minervois i uchodzi w La Redorte.

## Hydrologia
Uśredniony roczny przepływ rzeki Argent-Double wynosi 0,928 m³/s. Pomiary były przeprowadzone na przestrzeni ostatnich 47 lat w miejscowości La Redorte. Największy przepływ notowany jest w lutym (2,020 m³/s), a najmniejszy w sierpniu – 0,071 m³/s.

## Dopływy
Argent-Double ma 16 opisanych dopływów. Są to:
- Ruisseau d’Alaric
- Ruisseau de Fongassière
- Ruisseau de la Combe Sourde
- Ruisseau de la Dreit
- Ruisseau des Andots
- Ruisseau du Gazel
- Ruisseau de la Combe du Roudet
- Ruisseau de Villegause
- Ruisseau de la Cabrerisse
- Ruisseau de Pinabaud
- Ruisseau de la Source de Sanfé
- Ruisseau des Lavandières
- Ruisseau de Christophe
- Ruisseau du Cros
- Ruisseau de Saint-Julien
- Ruisseau de Canet